# Rado
Rado（1984年7月11日—) 
是韓國男歌手、音樂製作人及經紀公司CEO。
最初以伴唱開始音樂相關工作，2007年作曲家出道，於2009年四人男子R&B美聲組合「Someday」，出道曲為花樣男孩ost《你知道嗎?》，
2010年與Dok2發表合作EP，2014年與崔奎成組成製作人團隊「黑眼必勝」 
，2017年6月14日黑眼必勝與CJ E&M創立High Up娛樂經紀公司。 

## 著作權登記
韓國音樂著作權協會
| 姓名 | 登記名字     | 編號     | 登記著作 |
| ---- | ------------ | -------- | -------- |
| Rado | 라도/ 송주영 | W0708500 | [ 8 ]    |

## 音樂作品

### 其他歌曲
| 發佈日期       | 歌曲名稱       | 專輯名稱      | 演唱者                                                                                                |
| 2006年10月24日 | 05.마지막 잎새 | My Way        | 張佑赫(Feat. 鄭仁, 라도)                                                                              |
| 2006年10月24日 | 09.Last Game   | My Way        | 張佑赫(Feat. 남훈, 박장근 Of Super Sta, Supacool, 에스더, Cee-Jay, 新沙洞老虎, 라도, 장준호(JnG Beat) |
| 2009年9月28日  | 02. 아마도 별  | Big Brotha    | 흘러(Feat. Ali, 썸데이 주영)                                                                          |
| 2011年12月1日  | 03.Time        | Trouble Maker | Trouble Maker(Feat. 라도)                                                                             |
| 2017年7月27日  | HOME           | HOME          | 張賢勝                                                                                                |
| 2022年10月9日  | Feeling        | Feeling       | ABLE                                                                                                  |

### Someday 썸데이團體時期
| 形式 | 發佈日期      | 專輯名稱           | 歌曲名稱 |
| OST  | 2009年1月8日  | 花樣男子 OST       | 알고있나요 |
| 正規 | 2009年3月12日 | Someday            | 01.남자답지 못해서 02.알고 있나요 (Duet Ver.) (Feat.JeA Brown Eyed Girls) 03.다시 04.Beautiful 05.Love Me 06.One Step 07.슬픈 내하루는 08.No.603 09.나는 10.습관처럼 11.눈을 감아도 (Feat. 박정은) 12.혼자 울지마 |
| 單曲 | 2009年5月14日 | Again(다시 시작해) | 01.Again (다시시작해) (Original Ver.) 02.Again (다시시작해) (Acoustic Ver.) 03.Again (다시시작해) (Original Ver.) (Inst.) 04.Again (다시시작해) (Acoustic Ver.) (Inst.)                                           |
| OST  | 2009年7月31日 | Dream OST          | Always |

### 合作單曲
| 形式 | 發佈日期      | 專輯名稱 | 歌曲名稱 | 合作歌手 |
| 單曲 | 2010年7月29日 | It`s We  | 01.Doin` Good 02.119 Bounce 03.비밀 04.So Nice 05.Try Again 06.Doin` Good (Inst.) 07.So Nice (Inst.) 08.Doin` Good (Remix) (Feat. 朴載範) | Dok2     |

## 綜藝節目
- 2015-2016年：JTBC《Two Yoo Project - Sugar Man》，E01、04、08、10、18、32（Rado、崔奎盛）
- 2017年：MBC，《黃金漁場 Radio Star》，E525（Rado）[9]
- 2017年：Mnet，《偶像學校》（Rado、崔奎盛）
- 2017年：Mnet，《Stray Kids》，E08 （Rado）
- 2020年：MBC，《玩什麼好呢》，E59、61、63，退貨遠征隊（Rado、崔奎盛、STAYC）
- 2020年8月28日：KBS、YOUTUBE，《九拉鐵》，EP22（Rado）
- 2021年10月17日：KBS、YOUTUBE，《九拉鐵 3》，EP3（Rado、STAYC）
- 2021年：MBC，《玩什麼好呢》，E116、117，土耀太（Rado、崔奎盛、STAYC）[10]
- 2023年3月16日： YOUTUBE，《GYM JONG KOOK》（Rado、STAYC）
- 2023年：KBS ，《洪金銅錢》（Rado、STAYC）[11]

## 外部連結
- High Up娛樂的官方網頁 （页面存档备份，存于）
- High Up娛樂的X（前Twitter）
- High Up娛樂的Instagram帳戶
- High Up娛樂的Facebook專頁
- High Up娛樂的Naver Post （页面存档备份，存于）
- YouTube上的High Up娛樂頻道